# Crinopseudoa elisabethae
Espèce
Crinopseudoa elisabethae est une espèce d'araignées aranéomorphes de la famille des Corinnidae.

## Distribution
Cette espèce est endémique du district des Lacs en Côte d'Ivoire,. Elle se rencontre vers Kossou.

## Description
Le mâle holotype mesure 4,44 mm.

## Systématique et taxinomie
Cette espèce a été décrite par Pett et Jocqué en 2024.

## Étymologie
Cette espèce est nommée en l'honneur d'Elisabeth Tybaert.

## Publication originale
- Pett, Pashkevich, Freeman, Timperley & Jocqué, 2024 : « Four new species of Crinopseudoa (Araneae: Corinnidae) from West Africa. » Zootaxa, no 5523(1), p. 70-82.